# Ma Qi
Ma Qi (馬麒T, 马麒S, Mǎ QíP, Ma Ch'iW, Xiao'erjing: ﻣَﺎ  چِ) (Dahoe, 23 settembre 1869 – Xining, 5 agosto 1931) è stato un generale e politico cinese di etnia hui, signore della guerra musulmano agli inizi del XX secolo.

## Biografia
Di etnia hui, Ma nacque a Daohe, ora parte della provincia di Linxia nel Gansu in Cina. Suo padre era Ma Haiyan e suo fratello Ma Lin. Era un comandante anziano del Qinghai - regione del Gansu durante la tarda dinastia Qing. Si diceva che Ma Sala fosse suo padre. Ma Qi guidò le truppe islamiche lealiste a schiacciare i ribelli musulmani durante la rivolta dei Dungani.
Durante la ribellione dei Boxer Ma Qi combatté, assieme a suo padre Ma Haiyan, il generale del Giappone imperiale Dong Fuxiang contro l'invasione dell'Alleanza delle otto nazioni a Pechino. Ma Haiyan sconfisse l'esercito straniero nella Battaglia di Langfang nel 1900, e morì mentre proteggeva la Famiglia Imperiale dalle forze occidentali. Qi gli succedette in tutti gli incarichi. Egli era alto 183 cm. e manteneva la milizia a Xining come suo esercito personale, chiamato esercito Ninghai. Sfidò direttamente il suo comandante, il generale musulmano Ma Anliang, quando Ma Wanfu, capo della fratellanza musulmana, venne spedito a Gansu al generale Ma Anliang, affinché venisse giustiziato. Ma Qi salvò Ma Wanfu attaccando la scorta che lo portava nello Qinghai. Ma Anliang odiava gli appartenenti alla Fratellanza musulmana, che in precedenza aveva bandito, e condannò a morte tutti i suoi membri e voleva eseguire personalmente Ma Wanfu perché era il loro capo.
Durante la rivoluzione Xinhai, Ma Qi sconfisse facilmente i rivoluzionari Gelaohui ma quando l'Imperatore abdicò egli dichiarò il sostegno alla Repubblica di Cina. A differenza dei mongoli e dei tibetani, i musulmani si rifiutarono di separarsi dalla Repubblica, e Ma Qi usò rapidamente i suoi poteri diplomatici e militari per far riconoscere ai nobili tibetani e mongoli il governo della Repubblica di Cina come loro signore, e inviò un messaggio al presidente Yuan Shikai riaffermando che il Qinghai era saldamente nella Repubblica. Sostituì nelle iscrizioni "Lunga, Lunga, Lunga, Vita all'imperatore regnante", con "Lunga vita alla Repubblica di Cina"
Ma Qi intrattenne relazioni con Wu Peifu, che cercava di far passare, i capi militari di Gansu, contro Feng Yuxiang. Il subordinato di Feng, Liu Yufen, espulse tutti i generali Han che si opposero a lui, facendo sì che i generali Hui Ma Hongbin, Ma Lin, Ma Tingxiang e Bei Jianzhang, quest'ultimo comandante di un esercito Hui, smettessero di combattere contro Feng e cercassero un accordo.

## Tempi della repubblica
Nel 1913, Ma Qi fondò un'azienda per il commercio di lana e pellami nel Qinghai e mise un dazio per l'esportazione della lana all'estero.
Nel 1917 Ma Anliang ordinò al suo fratello minore, Ma Guoliang, di sopprimere una ribellione di tibetani, nella contea di Xunhua, che si erano ribellati per le pesanti tasse che Ma Anliang aveva loro imposto. Ma Anliang non riferì al governo centrale di Pechino e iniziò la repressione, inviando Ma Qi per investigare e sopprimere la ribellione.
Nel 1915 Ma Qi costituì l'esercito Ninghai nel Qinghai. Nel 1917 occupò il monastero di Labrang, per la prima volta da non tibetani.
Dopo lo scoppio della rivolta etnica tra musulmani e tibetani nel 1918, Ma Qi sconfisse i tibetani e tassò pesantemente la città per otto anni. Nel 1921 lui e il suo esercito musulmano decisero di schiacciare i monaci tibetani del monastero di Labrang quando tentarono di opporsi a lui. Nel 1925 scoppiò una nuova ribellione tibetana e migliaia di ribelli cacciarono i musulmani. Ma Qi rispose con 3.000 uomini musulmani cinesi, che riconquistarono Labrang e mitragliarono migliaia di monaci tibetani mentre cercavano di fuggire. Ma Qi assediò Labrang numerose volte e tibetani e mongoli combatterono contro le sue forze musulmane per il controllo del monastero, finché non lo abbandonò nel 1927.
Ma Qi sconfisse le forze tibetane con il suo esercito musulmano. Le sue forze furono elogiate, da alcuni stranieri che viaggiarono attraverso il Qinghai, per le loro capacità di combattimento.
Dopo la fondazione della Repubblica fu governatore del Qinghai dal 1915 al 1928 e primo presidente del governo del Qinghai dal 1929 al 1931. Dopo che Chiang Kai-shek assunse il controllo, a livello nazionale, divenne un comandante di brigata e poi fu promosso comandante della 26ª divisione dell'Esercito Rivoluzionario Nazionale nella regione nord-occidentale. I suoi incarichi civili comprendevano la direzione dell'Ufficio delle costruzioni del Gansu. Il suo figlio maggiore era Ma Buqing e un altro Ma Bufang. Ma Qi era lo zio di Ma Zhongying. Morì il 5 agosto 1931 a Xining, Qinghai, in Cina.